# W. Bond (kráter)

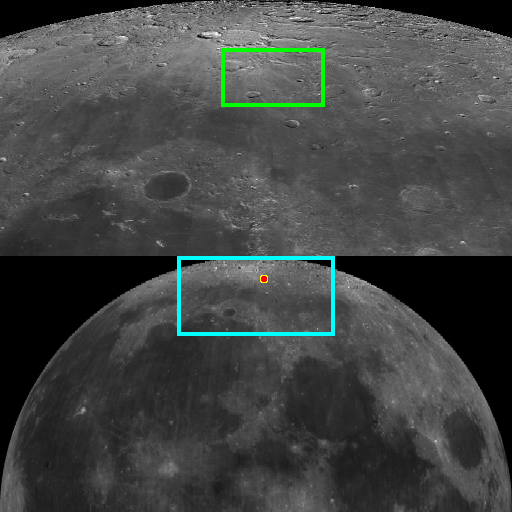
Poloha kráteru W. Bond

W. Bond je pozůstatek starého kráteru typu valová rovina nacházející se na severním okraji střední části Mare Frigoris (Moře chladu) na přivrácené straně Měsíce. Má průměr 158 km a jeho západní částí prochází nultý měsíční poledník. Je pojmenován podle amerického astronoma Williama Cranche Bonda. Jeho okrajový val je nepravidelného tvaru a značně erodovaný. Uvnitř se nachází úzká měsíční brázda a několik satelitních kráterů.
Na jeho jihozápadním okraji lze nalézt nevelký kráter Timaeus, na severozápadním Epigenes, jižně pak Archytas. Severně leží kráter Barrow a západně Birmingham.

## Satelitní krátery
V okolí kráteru se nachází několik dalších kráterů. Ty byly označeny podle zavedených zvyklostí jménem hlavního kráteru a velkým písmenem abecedy. Jsou to B, C, D, E, F, G.